# Hohenbergia penduliflora
Hohenbergia penduliflora är en gräsväxtart som först beskrevs av Achille Richard, och fick sitt nu gällande namn av Carl Christian Mez. Hohenbergia penduliflora ingår i släktet Hohenbergia och familjen Bromeliaceae. Inga underarter finns listade i Catalogue of Life.